# Rainer Elschen
Rainer Leonhard Elschen (* 1951 in Gelsenkirchen) ist ein deutscher Wirtschaftswissenschaftler und emeritierter Professor der Universität Duisburg-Essen.

## Leben
Rainer Elschen studierte Wirtschaftswissenschaften an der Universität Bochum. Er promovierte 1981 mit der Dissertation Probleme einer Erkenntnisübernahme am Beispiel des Risikoverhaltens bei Gruppenentscheidungen und habilitierte 1987 zum Thema Institutionale oder personale Besteuerung von Unternehmensgewinnen? ebenfalls an der Universität Bochum bei Dieter Schneider (Ökonom). 1989 nahm er dann den Ruf der wirtschaftswissenschaftlichen Fakultät der Gerhard-Mercator-Universität Duisburg an, wo er bis 1993 den Lehrstuhl für betriebswirtschaftliche Steuerlehre innehatte. Anschließend folgten Professuren für Unternehmensführung und Unternehmensbesteuerung an der Martin-Luther-Universität Halle-Wittenberg (1993–1997) sowie für Finanzwirtschaft und Unternehmensbesteuerung an der Bergischen Universität Wuppertal (1997–1998). Ab 1998 war er Inhaber des Lehrstuhls für Finanzwirtschaft & Banken an der Universität Duisburg-Essen, Campus Essen. Elschen hat sich im Rahmen eines Festaktes an der Universität Duisburg-Essen Ende Juni 2017 in den Ruhestand verabschiedet.
Darüber hinaus ist Rainer Elschen vielseitig engagiert. Er war Gründungssenator der FOM – Hochschule für Oekonomie und Management und ist seit 2015 im Forschungsbeirat. Elschen ist Studienleiter an der Verwaltungs- und Wirtschaftsakademie in Essen und Oberhausen. Mitglied im Vorstand des Bundesverbandes der VWAen war er von 2015 bis 2017. Zudem ist er im Vorstand des European Center for Financial Services sowie als Senior Advisor und Beiratsmitglied der WEPEX Unternehmensberatung tätig. Er hat sich als Unternehmensgründer, Aufsichts- und Beiratsmitglied einen Namen gemacht.

## Privates
Elschen ist verheiratet und hat zwei Töchter.

## Publikationen (Auswahl)
Nachfolgend eine Auswahl von Publikationen von Rainer Elschen:
- R. Elschen: μ, σ und die Bedeutung fundamentaler Kapitalmarktinformationen, in: Essener Beiträge zur empirischen Wirtschaftsforschung: Festschrift für Prof. Dr. Walter Assenmacher, hrsg. von Hendrik Schröder, Volker Clausen, Andreas Behr, Essen (2012), S. 199–216
- R. Elschen: Rechnungslegung im Spannungsfeld von Internationalisierung und Vertrauen, in: Steuern und Rechnungslegung: Festschrift zum 65. Geburtstag von Professor Dr. Jochen Sigloch, hrsg. von Thomas Egner, Klaus Henselmann, Lutz Schmidt, Aachen (2009), S. 553–580
- V. Lysenko, R. Elschen: Islamic Banking – Vorbild für ein künftiges Bankensystem?, in: Der Werdegang der Krise, Wiesbaden (2009), S. 283–304
- R. Elschen, R.: Krisen im System oder Krise des Systems, in: Der Werdegang der Krise, Wiesbaden (2009), S. 335–364
- R. Elschen, Th. Lieven (Hrsg.): Der Werdegang der Krise. Von der Subprime- zur Systemkrise. Wiesbaden 2009.
- C. Boersch, R. Elschen (Hrsg.): Das Summa Summarum des Management. Die 25 wichtigsten Werke für Strategie, Führung und Veränderung. Wiesbaden 2007.
- R. Elschen (Hrsg.): Unternehmenssicherung und Unternehmensentwicklung. Stuttgart 1996.
- R. Elschen, T. Siegel, Franz W. Wagner (Hrsg.): Unternehmenstheorie und Besteuerung. Festschrift zum 60. Geburtstag von Dieter Scheider. Wiesbaden 1995.
- R. Elschen: Institutionale oder personale Besteuerung von Unternehmensgewinnen? Habilitationsschrift Hamburg 1989.
- R. Elschen: Betriebswirtschaftslehre und Verhaltenswissenschaften. Probleme einer Erkenntnisübernahme am Beispiel des Risikoverhaltens bei Gruppenentscheidungen. Dissertation. Frankfurt 1982.
- J. Rojahn, R. Elschen: Management des Illiquiditätsabschlags – Der Einfluss von Analystencoverage, in: Finanzbetrieb, Nr. 3 (März 2009), S. 137–143
- J. Rojahn, R. Elschen: Liquidität und Anteilsbesitzkonzentration, in: Finanzbetrieb, Nr. 2 (Februar 2009), S. 88–93